# 네이버사전체
네이버 사전체는 네이버 사전 서비스 이용자들이 한자(간체자), 중국어 병음, 한글 옛글자 등이 □□□와 같이 보이는 것을 방지하기 위해 네이버가 배포하는 글꼴이다. 상당히 많은 영역의 유니코드 글자를 지원하고 있음은 물론 한양PUA영역의 옛 한글을 지원하고 있다. 2013년 5월 29일부로 글꼴 제공이 종료되었다.